# Anzenbach (Berchtesgaden)
Anzenbach ist ein Gemeindeteil bzw. eine Gnotschaft des Marktes Berchtesgaden im oberbayerischen Landkreis Berchtesgadener Land.

## Geschichte
Vermutlich bereits ab Ende des 14. Jahrhunderts war Anzenbach der 1. Gnotschaftsbezirk der „Urgnotschaft“ Berg im Berchtesgadener Land, das ab 1380 das Kernland der Reichsprälatur Berchtesgaden und der später eigenständigen, reichsunmittelbaren Fürstpropstei Berchtesgaden (1559–1803) bildete. Nach drei kurz hintereinander folgenden Herrschaftswechseln wurden 1810 das Berchtesgadener Land mit seinen Gnotschaften dem Königreich Bayern angegliedert und Berg ab 1812 zur Gemeinde Salzberg. Von 1817 bis 1818 kam Anzenbach für ein Jahr zur Gemeinde Gern, um dann erneut bis zum 31. Dezember 1971 Ortsteil der Gemeinde Salzberg zu sein. Im Zuge der Gebietsreform in Bayern wurde die Gemeinde Salzberg zum 1. Januar 1972 nach Berchtesgaden eingemeindet, wodurch Anzenbach ein Gemeindeteil bzw. Gnotschaft des Marktes Berchtesgaden wurde.

Fürstpropst Jakob Pütrich (1567–1594) ließ in Anzenbach die Meierhöfe Dietfeld und Rosenhof erbauen, der letztere ging aus einem früheren Pfannhaus hervor. Das (laut Anzeige an der Hauswand) 1576 errichtete dreiteilige Anwesen des Rosenhofs, von dem die Remise nach ihrem Verfall abgerissen wurde, wird derzeit (2023) komplett entkernt und der ehemalige Stallstadel zu einer Kindertagesstätte umgebaut.

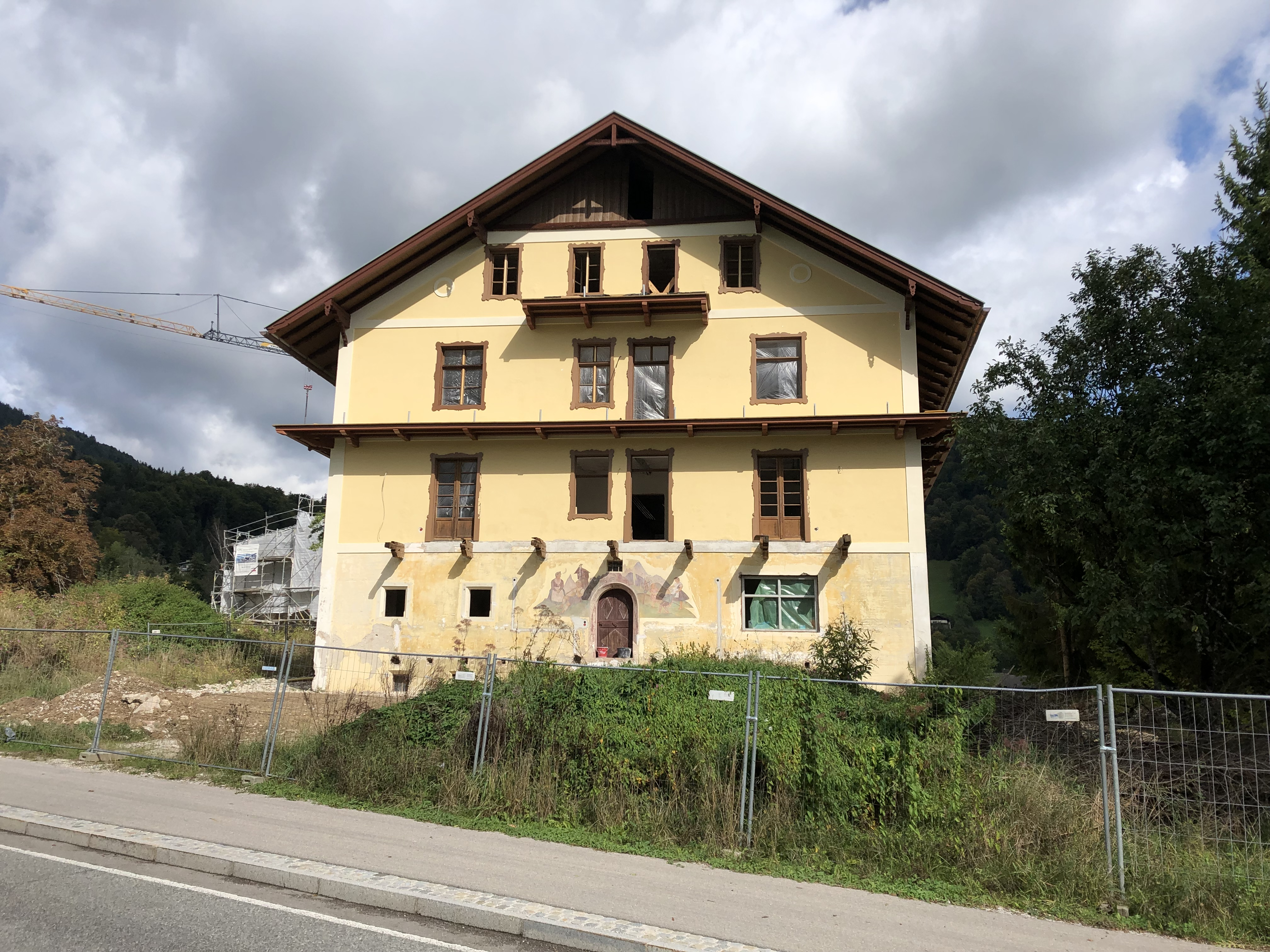
Rosenhof (Wohnhaus, Frontseite), 2023
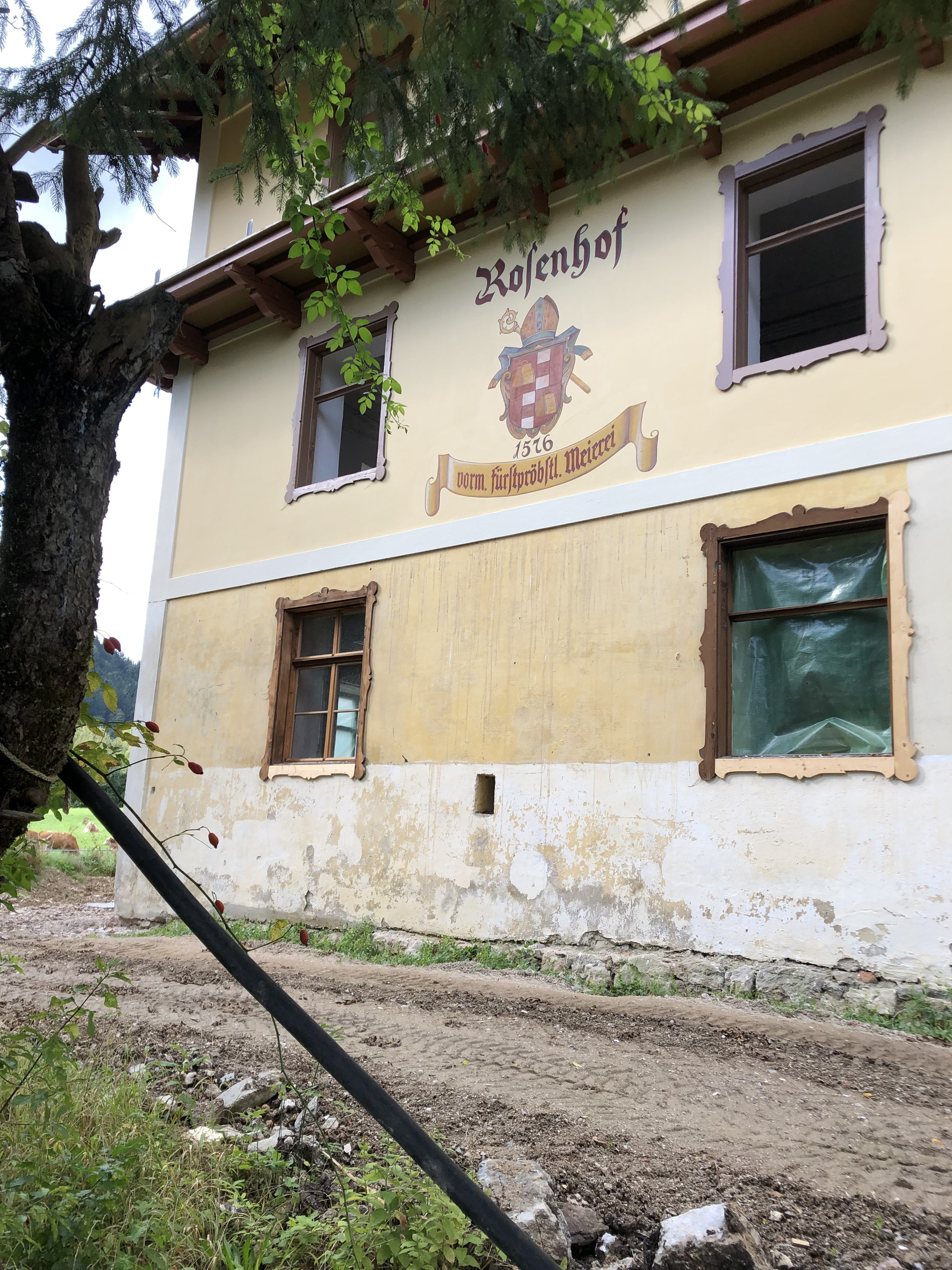
Wohngebäude (Seitenansicht) mit Wappen und Jahreszahl, 2023
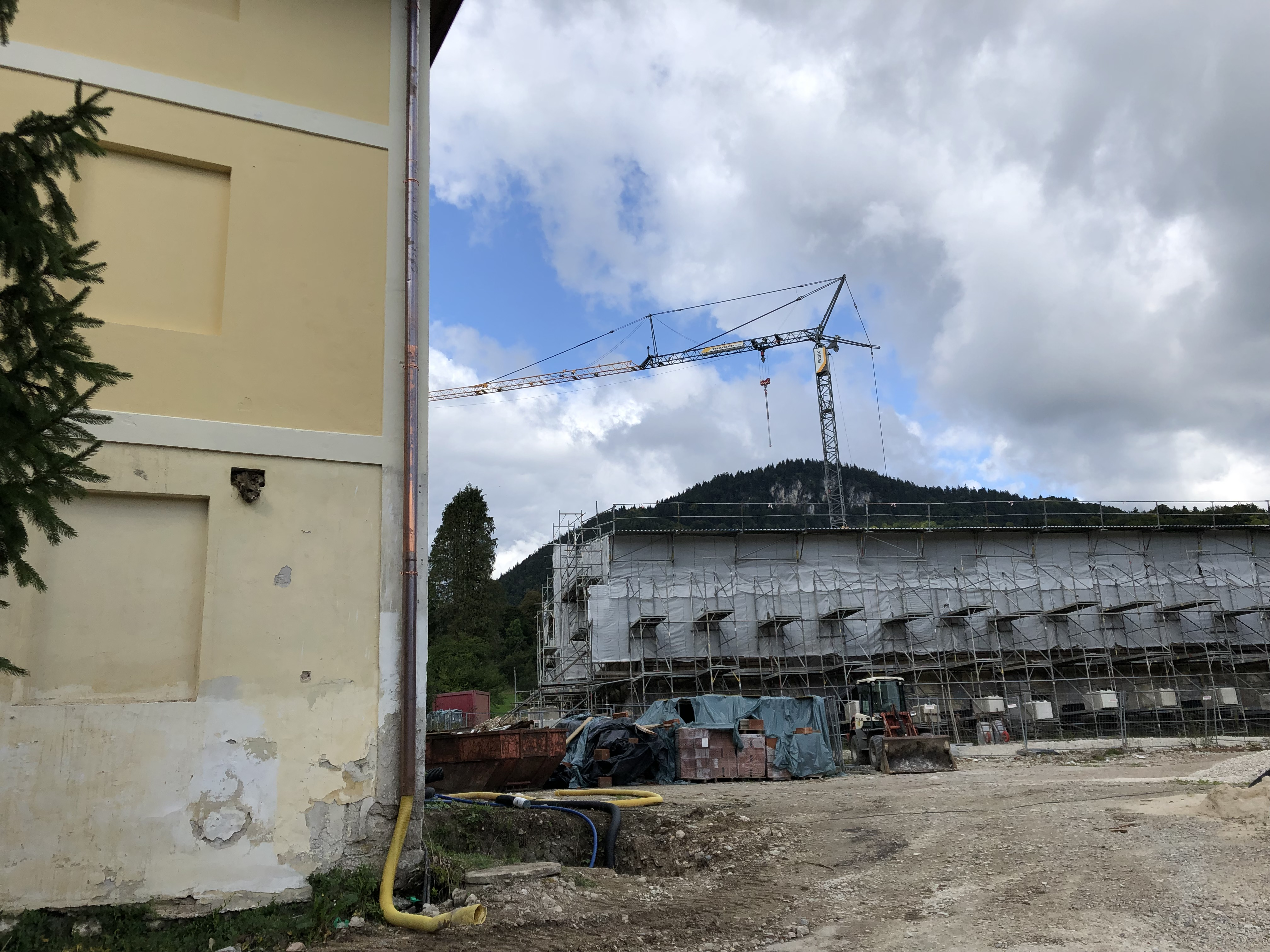
Der komplett eingerüstete Stallstadel, 2023
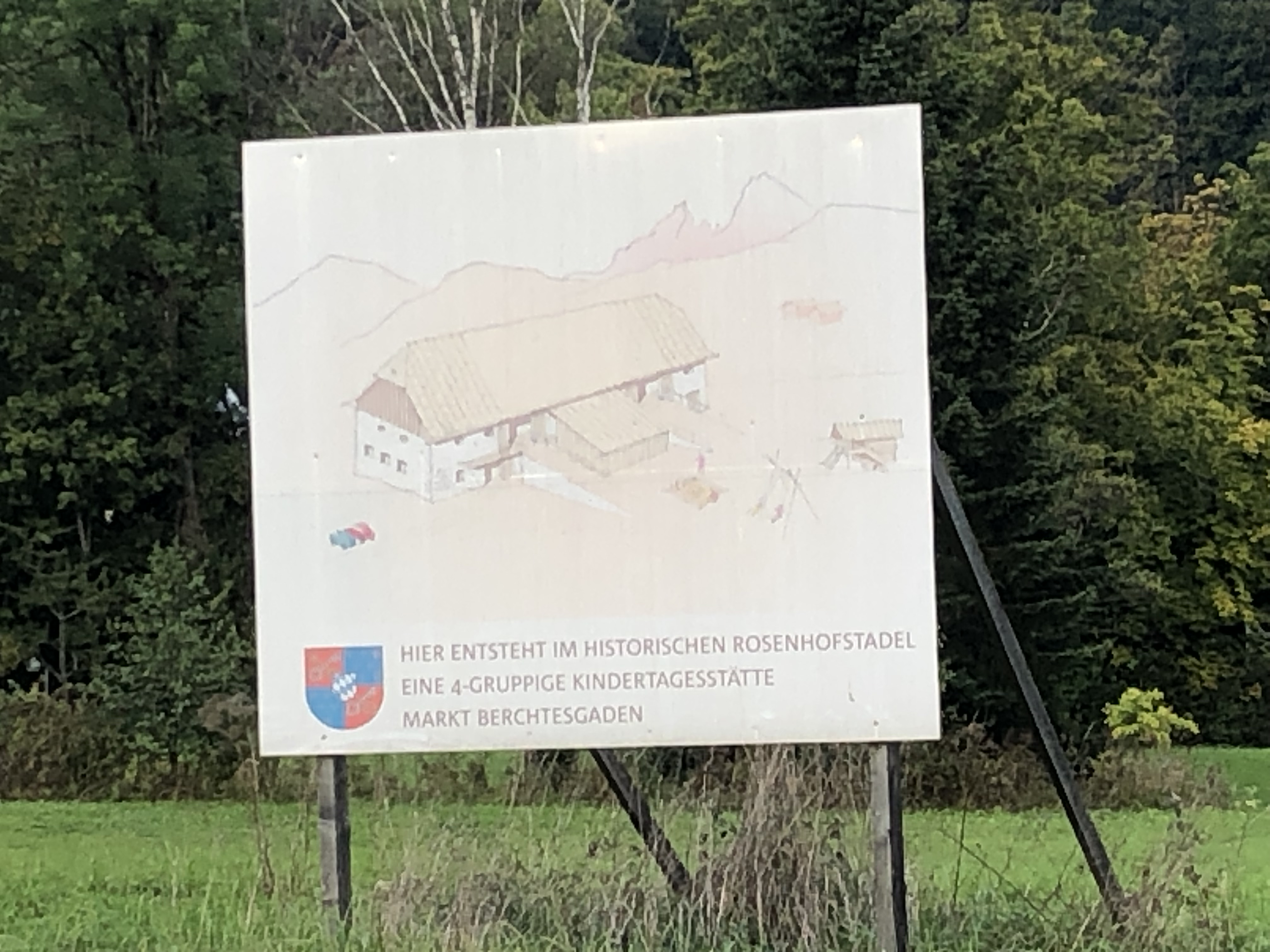
Bauschild mit Hinweis auf Umbau des Stadels zur Kindertagesstätte, 2023

1574 ließ Pütrich rund 430 Meter nördlich des Rosenhofes, in der Gnotschaft Vordergern, das kleine Lustschloss Etzerschlössl errichten und mit kostbarer Zirbenholzvertäfelung und kunstvollen Öfen ausstatten. Mit seinen zehn Räumen stand das Etzerschlössl den Bürgern auch zeitweise als Zufluchtsort bei Epidemiegefahr offen; es ging später an verschiedene Besitzer über. Zuletzt diente es bis zum Abriss 1960 als Kinderheim. Die zum Ensemble gehörende und wegen ihrer Baufälligkeit ebenfalls abgerissene Etzermühle, am Austritt des Gerer Baches gelegen, war eines der „altromantischsten Gebäude des Landes“. Die an seiner Stelle begründete Siedlung Am Etzerschlössl ist jetzt ebenfalls ein Ortsteil des Marktes Berchtesgaden, liegt jedoch nicht mehr wie Anzenbach in der Gemarkung Salzberg, sondern in der Gemarkung Maria Gern.
→ Siehe auch: Liste der Baudenkmäler in Berchtesgaden#Anzenbach

## Söhne und Töchter des Ortes
- Alf Schuler (* 1945), Künstler (Bildhauerei, Objekte, Wandstücke, Bodenarbeiten, Zeichnungen, minimalistische Formen)